# Золота Долина
Золота Доли́на (до 1945 — Кайзерталь) — село в Україні, у Мелітопольському районі Запорізької області. Входить до складу Семенівської сільської громади. Населення становить 139 осіб.

## Географія
Село Золота Долина розташоване на лівому березі річки Малий Утлюк, на протилежному березі розташоване село Полянівка.
Через Золоту Долину проходить асфальтована дорога з Полянівки в Долинське. За 5 км на південний схід від села знаходиться Якимівка.

## Історія
Станом на 1886 рік в колонії німців Кайзерталь Ейгенфельдської волості Мелітопольського повіту Таврійської губернії мешкало 767 осіб, налічувалось 63 двори, існували школа та лавка.
До 2019 року орган місцевого самоврядування — Полянівська сільська рада.

## Населення
За даними перепису населення 2001 року у селі проживали 139 осіб.
Рідною мовою назвали:
| Мова       | Кількість осіб | Відсоток |
| ---------- | -------------- | -------- |
| російська  | 108            | 77,70 %  |
| українська | 30             | 21,58 %  |
| білоруська | 1              | 0,72 %   |